# Розен (Португалия)
Розен (порт. Rosem) — район (фрегезия) в Португалии, входит в округ Порту. Является составной частью муниципалитета Марку-де-Канавезеш. По старому административному делению входил в провинцию Дору-Литорал. Входит в экономико-статистический субрегион Тамега, который входит в Северный регион. Население составляет 208 человек на 2001 год. Занимает площадь 6,85 км².